# زیتو (بازیکن فوتبال)
زیتو (انگلیسی: Zito؛ ۸ اوت ۱۹۳۲ – ۱۴ ژوئن ۲۰۱۵ (سن در هنگام مرگ: ۸۲)) بازیکن سابق فوتبال اهل برزیل بود.
از باشگاه‌هایی که در آن بازی کرده‌است می‌توان به سانتوس و تیم ملی فوتبال برزیل اشاره کرد.
وی همچنین در تیم ملی فوتبال Brazil بازی کرده‌است.